# Laurence Fox
Laurence Paul Fox (Leeds, 26 mei 1978) is een Engels acteur die onder meer Detective Sergeant James Hathaway speelt in Lewis.

## Levensloop
Fox komt uit een acteursfamilie: zijn vader is James Fox en zijn ooms zijn Edward Fox en Daniel Chatto en zijn nicht Emilia Fox (dochter van Edward Fox) is als Nikki Alexander bekend in de televisieserie Silent Witness. Zijn zuster Lydia (1979) is ook actrice. Vanaf zijn dertiende jaar bezocht Fox de Harrow School, waar hij nogal naïef en verlegen overkwam.
Zijn eerste optreden was in de horrorthriller The Hole (2001), gevolgd door een rol in Gosford Park (2001). Ook op toneel vervulde Laurence Fox diverse rollen. In Lewis speelt hij de rol van de jonge maar veelbelovende DS James Hathaway, een intellectueel met een theologische achtergrond. DS Hathaway is een merkwaardige politieman: hij heeft zijn opleiding als priester en zijn studies theologie in Cambridge afgebroken en verruild voor een carrière bij de politie. In de aflevering Allegory of Love (Lewis) speelt zijn vader James Fox een rol als universiteitshoogleraar.
Na 27 afleveringen van Lewis besloot Fox in 2013 met zijn gezin naar de Verenigde Staten te vertrekken om daar zijn loopbaan voort te zetten. Na nog geen jaar keerde hij echter al terug naar het Verenigd Koninkrijk. In 2014 verscheen er dientengevolge toch nog een nieuw seizoen van Lewis. Eind 2015 werd in het Verenigd Koninkrijk het negende en laatste seizoen van Lewis uitgezonden.

### Privé
Op 31 december 2007 trouwde Fox met actrice Billie Piper. Samen hebben ze twee zoons. In mei 2016 scheidde het paar.

## Politiek
In maart 2021 maakte hij bekend dat hij zich kandidaat stelt om burgemeester van Londen te worden. In de eerste ronde van deze verkiezingen behaalde hij slechts 1,88% (47.634) van de stemmen.

## Toneelrollen
- Als Frank Gardner in Mrs Warren's Profession van George Bernard Shaw (Strand Theatre, Londen, 2002).
- Als Patrick in Treats van Christopher Hampton (reizende voorstelling door Groot-Brittannië, 2007).
- Als Soranzo in 'Tis Pity She's a Whore van John Ford (Southwark Playhouse, Londen, 2005).

- Bibliothèque nationale de France: cb17094489n (data)
- Gemeinsame Normdatei: 1082240397
- International Standard Name Identifier: 0000 0003 8593 6328
- Library of Congress Control Number: no2006035653
- MusicBrainz: 09e3201b-cd27-4f58-a761-940e9f1ce4a4
- Nationale Bibliotheek van Tsjechië: xx0079599
- Nederlandse Thesaurus van Auteursnamen: 374306001
- Système universitaire de documentation: 227164512
- Virtual International Authority File: 85824774
- WorldCat: E39PBJyhd3Gf8KHDdV4yWbwjYP